# Latifa Gahouchi
 (février 2017).
 (février 2017).
Si vous disposez d'ouvrages ou d'articles de référence ou si vous connaissez des sites web de qualité traitant du thème abordé ici, merci de compléter l'article en donnant les références utiles à sa vérifiabilité et en les liant à la section « Notes et références ».

## Biographie
Latifa Gahouchi, née le 26 février 1961 à Oujda, est une femme politique belge, membre du Parti socialiste.
Elle est diplômée en édition inter-culturelle en milieu scolaire et hospitalier.
Lors d'une manifestation antifasciste qui s'est déroulée le 25 janvier 2020 à Gilly, Latifa Gahouchi reçoit du gaz lacrymogène au visage par les forces de police’. 

## Carrière politique
Mandat politique exercé antérieurement ou actuellement:
- Députée wallonne 
  - depuis le 20/12/2012 en remplacement de Serdar Kilic
  - depuis le 13/06/2014
    - sénateur délégué par le parlement wallon (2014-)
- Conseillère communale de Charleroi
  - de 2001 à 2007
  - Echevine de l'Enseignement au sein de la Ville de Charleroi de 2007 à 2012
  - depuis 2012
- Membre du Parlement de la Communauté française
  - De 2012 à 2024

## Décoration
- Chevalier de l'ordre de Léopold (8 juin 2024)[4]